# Luigi Oldani
Luigi Oldani (* 29. September 1905 in Caidate; † 5. August 1976 in Mailand) war ein italienischer römisch-katholischer Geistlicher und Weihbischof in Mailand.

## Leben
Luigi Oldani empfing am 2. Juni 1928 durch den Erzbischof von Mailand, Eugenio Kardinal Tosi OSSCA, das Sakrament der Priesterweihe für das Erzbistum Mailand.
Am 31. Oktober 1961 ernannte ihn Papst Johannes XXIII. zum Titularbischof von Gergis und zum Weihbischof in Mailand. Der Erzbischof von Mailand, Giovanni Battista Kardinal Montini, spendete ihm am 7. Dezember desselben Jahres in der Basilika Sant’Ambrogio in Mailand die Bischofsweihe; Mitkonsekratoren waren die Weihbischöfe in Mailand, Giuseppe Schiavini und Giovanni Colombo.
Oldani nahm an allen vier Sitzungsperioden des Zweiten Vatikanischen Konzils teil.